# قلاچه
قلاچه (به لاتین: Qalacha) یک منطقهٔ مسکونی در افغانستان است که در ولایت کابل واقع شده‌است.